# ルイス・ミジャ
ルイス・ミジャ・アスパス（Luis Milla Aspas、1966年3月12日 - ）は、スペイン・テルエル出身の元サッカー選手、現サッカー指導者。スペイン代表であった。現役時代のポジションは守備的ミッドフィールダー。

## 経歴

### 選手経歴
FCバルセロナの下部組織出身である。1984-85シーズン、トップチームの大多数がストライキに参加したために選手数が足らなくなったレアル・サラゴサ戦でトップチームデビューを果たすと、その試合で初得点も決めた。その後もFCバルセロナBなどでのプレーが続いたが、1988年に正式にトップチームに登録され、1988-89シーズンにはUEFAカップウィナーズカップで優勝した。1989-90シーズンのコパ・デル・レイではエスタディオ・デ・メスタージャで行われた決勝でレアル・マドリードを下して優勝した。1989年後半には1990 FIFAワールドカップ・ヨーロッパ予選のハンガリー戦でスペイン代表デビューし、1989年中にさらに2試合に出場した。1990年にはヨハン・クライフ監督やクラブ首脳陣との契約延長交渉がうまくゆかず、最終的には契約満了によるフリートランスファーでライバルのレアル・マドリードに移籍した。1990-91シーズンには深刻な怪我を負ったが、復帰後はチームの中心選手となり、1994年夏にフェルナンド・レドンドが加入してからもかなりの試合に起用された。1992-93シーズンにコパ・デル・レイで優勝し、1994-1995シーズンと1996-1997シーズンにはリーガ・エスパニョーラで優勝しているほか、1990年と1993年にはスーペルコパ・デ・エスパーニャのタイトルを獲得している。1997年にはバレンシアCFに移籍して4シーズンでリーグ戦79試合に出場し、2001年6月に現役引退した。プロ選手生活で400試合以上に出場している。

### 指導者経歴
2007年夏、現役時代にFCバルセロナとレアル・マドリードでチームメイトだったミカエル・ラウドルップ監督に請われ、ヘタフェCFのアシスタントコーチに就任した。コパ・デル・レイ準優勝、UEFAカップベスト8などクラブ史に残る躍進を手助けしたが、2008年5月のラウドルップ監督の辞任とともにチームを離れた。同年夏、ビセンテ・デル・ボスケがスペインA代表監督に就任したことで、ミージャはU-19スペイン代表監督に就任した。同年7月にチェコで開催されたUEFA U-19欧州選手権2008の指揮を執ったが、1勝2敗のグループ3位でグループリーグ敗退に終わった。2010年にはフランスで開催されたUEFA U-19欧州選手権2010のスペイン代表を率い、決勝に進出したが、開催国のU-19フランス代表に敗れて準優勝に終わった。
同年末、フアン・ラモン・ロペス・カロ監督の後を引き継いでU-21スペイン代表監督に就任した。プレーオフを控えて神経を使う時期であったが、U-21クロアチア代表とのプレーオフに勝利してUEFA U-21欧州選手権2011予選を勝ち抜き、本大会出場権を獲得した。2011年6月にデンマークで開催された本大会では5試合で2点しか喫せず、U-21スペイン代表を3度目の優勝に導いた。

## 家族
息子のルイス・ミジャ・マンサナレスもサッカー選手。

## タイトル

### 選手時代
- FCバルセロナ

リーガ・エスパニョーラ 優勝 : 1984-1985
UEFAカップウィナーズカップ 優勝 : 1988-1989
コパ・デル・レイ 優勝 : 1989-1990
- レアル・マドリード

スーペルコパ・デ・エスパーニャ 優勝 : 1990, 1993
コパ・デル・レイ 優勝 : 1992-1993
リーガ・エスパニョーラ 優勝 : 1994-1995, 1996-1997
- バレンシアCF

UEFAインタートトカップ 優勝 : 1998
コパ・デル・レイ 優勝 : 1998-1999
スーペルコパ・デ・エスパーニャ 優勝 : 1999

### 指導者時代
- U-19スペイン代表

UEFA U-19欧州選手権 準優勝 : 2010
- U-20スペイン代表

地中海競技大会 優勝 : 2009
- U-21スペイン代表

UEFA U-21欧州選手権 優勝 : 2011